# Calyptorhynchus baudinii
Il cacatua nero beccolungo (Calyptorhynchus baudinii Lear, 1832) è un uccello della famiglia Cacatuidae.